# Türkiye Komünist Partisi (2001)
Die Türkiye Komünist Partisi (kurz TKP), türkisch für Kommunistische Partei der Türkei, ist eine kommunistische Kleinpartei in der Türkei. Als TKP war sie bekannt, seit die Partei für Sozialistische Macht (Sosyalist İktidar Partisi, SİP) 2001 diesen Namen annahm.

## Geschichte

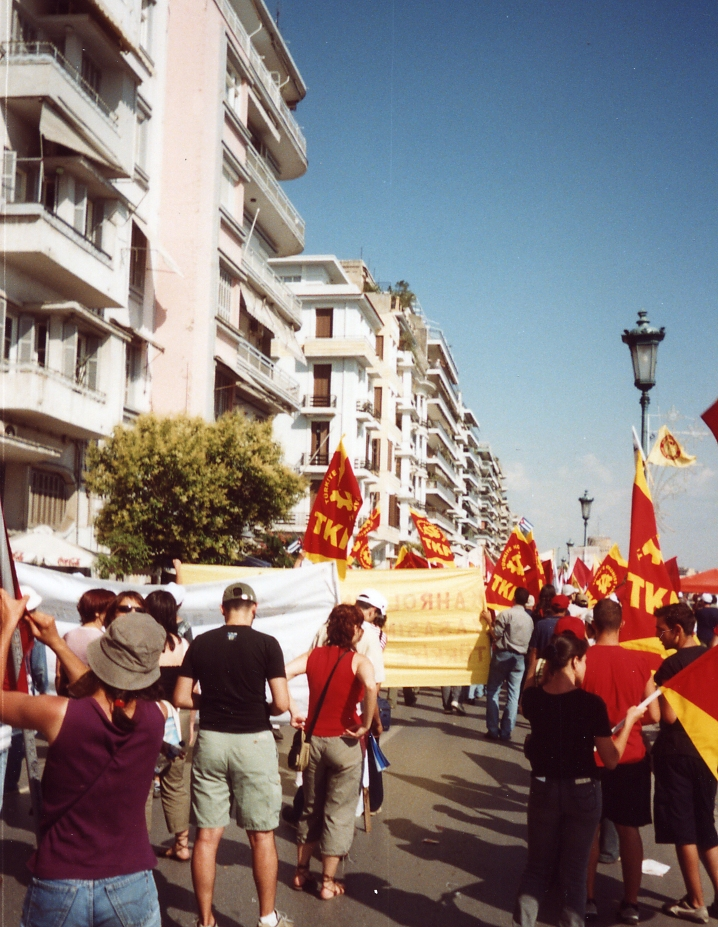
TKP-Protest in Thessaloniki

Die Wurzeln der Partei liegen in der Gruppe Sozialistische Macht (Sosyalist İktidar), die sich 1978 aus ausgeschlossenen Mitgliedern der Arbeiterpartei der Türkei (TİP) formierte. Nach dem Staatsstreich wurde die Gruppe aufgelöst. 1986 gründeten einige prominente Personen der ehemaligen Gruppe die Zeitschrift Gelenek („Tradition“), um die sich eine neue politische Bewegung zu bilden begann. Der Name Tradition war ein Bekenntnis zur „traditionellen“, d. h. am sowjetischen Sozialismus angelehnten Linken. Lange noch wurde Gelenek von der TKP als deren hauptsächliches Theorieorgan veröffentlicht. Von Gelenek-Kadern wurde 1992 auch die Partei für eine Sozialistische Türkei (Sosyalist Türkiye Partisi, STP) gegründet, die allerdings vom Verfassungsgericht verboten wurde. Nachfolgepartei war die SİP, die sich schließlich den immer noch aktuellen Namen TKP gab.
Obwohl Art. 96 des türkischen Parteiengesetzes das Auftauchen der Bezeichnung „kommunistisch“ in einem Parteinamen verbietet, wurde die TKP nicht verboten oder gezwungen, ihren Namen zu ändern. Es gab von staatlicher Seite den Vorstoß zu einem Parteiverbot, der Beschluss wurde jedoch vom Verfassungsgericht auf unbestimmte Zeit vertagt.
Von 2005 bis 2009 trat die Partei als „Patriotische Front“ (Yurtsever Cephe) an, wobei jedoch zu beachten ist, dass sich „patriotisch“ hier erstens auf die Konzeption der Partei als gesamttürkische Partei der Arbeiterklasse bezieht – dies schließt ethnische Minderheiten wie Kurden und Armenier mit ein – und zweitens die ablehnende Ausrichtung gegen die Europäische Union zum Ausdruck kommt. Dennoch nutzen viele Gegner der Partei, gerade auf der Linken, die Selbstbezeichnung „Patriotische Front“, um ihren Mitgliedern „Nationalkommunismus“ oder „Linksnationalismus“ vorzuwerfen.
Nach ihrer Spaltung 2014 entstanden kurzzeitig die Kommunistische Partei (KP) und die Kommunistische Volkspartei der Türkei (HTKP). Beide Parteien lösten sich jedoch 2017 auf und vereinigten sich wieder in der reaktivierten TKP.
Von ihrer Gründung 2013 bis zu ihrer Auflösung 2023 war die TKP Mitglied der Initiative kommunistischer und Arbeiterparteien Europas.

## Wahlergebnisse

### Landesweit
2002 nahm die Partei an den Parlamentswahlen teil, konnte aber nur 0,19 % erreichen. Bei den Ortswahlen des Jahres 2004 verbesserte sich das Ergebnis leicht auf 0,26 %.
Das Wahlergebnis der Parlamentswahlen von 2007 lag bei 0,22 %. Das mit 1,42 % beste lokale Ergebnis stammte aus der Grenzregion Ardahan in der Nähe von Georgien, obwohl die TKP dort kein Parteibüro besaß. Das Wahlergebnis der Parlamentswahl 2011 lag bei 0,15 %. Damit blieb die TKP unter der 10-%-Hürde. Erst 2023, nach ihrer Reaktivierung, kandidierte sie wieder zur nationalen Parlamentswahl und erreichte mit 0,12 % erneut nur ein Ergebnis im Promillebereich.

### Kommunal
Als größter Erfolg der Partei gilt die Wahl zum Bürgermeister von Ovacık (Provinz Tunceli) am 30. März 2014. Kandidat Fatih Mehmet Maçoğlu gewann die Wahl mit 655 von 1.812 abgegebenen Stimmen, dies entspricht insgesamt 36 %. Damit ist Maçoğlu der erste Bürgermeister einer kommunistischen Partei in der Geschichte der türkischen Republik. Bei der nächsten Kommunalwahl 2019 wurde Maçoğlu zum Bürgermeister der Stadt Tunceli gewählt.

## Parteiprogramm und Aktivitäten
Die TKP genießt begrenzte Unterstützung unter Arbeitern, Studenten und linken Intellektuellen, wobei ihre Aktivitäten wie auch ihrer Sympathisanten und Mitglieder in Istanbul zentriert sind. Schwierigkeiten hat die Partei dagegen, sich in den Dörfern etwa Ostanatoliens zu etablieren. Seit der Gründung der „Patriotischen Front“ nutzt die TKP diese Organisation (zum Beispiel bei der 1. Mai-Demonstration in Kartal), um an die Öffentlichkeit zu treten und ein breiteres Publikum zu erreichen. Andere Umfeldorganisationen, die den Einfluss der Kernpartei erweitern waren die Assoziation der Universitätsräte, das Nazım-Hikmet-Kulturzentrum, die José-Martí-Vereinigung für Freundschaft zu Kuba und das Friedensbündnis.
Wie die meisten kommunistischen Parteien setzt auch die TKP stark auf die internationale Kooperation der kommunistischen Bewegungen. Bevorzugter Partner der TKP ist die weitaus einflussreichere Kommunistische Partei Griechenlands, mit der sie eine enge theoretische Übereinstimmung und damit auch eine freundschaftliche Beziehung verbindet. Beispiele dafür wären das Bekenntnis zum Marxismus-Leninismus, die Ablehnung des Reformweges, den andere europäische (zum Beispiel in Frankreich, Italien und Russland) und außereuropäische (zum Beispiel in Japan) Kommunistische Parteien eingeschlagen haben und die konsequente Kritik an der EU und der NATO. Die TKP ist damit auch Gegner des EU-Beitritts der Türkei und betrachtete die EU als eine „imperialistische Organisation.“
Weil in Abweichung von den Schriften Lenins (die sich besonders auf Russland bezogen) die TKP die geforderte Klassenallianz von Bauern und Industrieproletariat als der türkischen Situation unangemessen empfindet, weicht auch das Aussehen der TKP-Flagge von der traditionell üblichen kommunistischen Symbolik ab: Anstatt Hammer und Sichel zeigte sie einen Hammer, der mit einem halben Zahnrad gekreuzt ist und einen kleinen gelben Stern auf rotem Hintergrund.